# Ricardo Rodríguez Molas
Ricardo E. Rodríguez Molas (Buenos Aires, 1930 - Buenos Aires 9 de octubre de 2006) fue un destacado historiador y ensayista argentino. Se destacó por sus estudios históricos de sectores y grupos vulnerables e invisibilizados, como los gauchos, los afroargentinos y la mujeres.
Entre sus obras se destacan La música y la danza de los negros en el Buenos Aires de los siglos XVIII y XIX (1957), Historia social del gaucho (1968) y Divorcio y familia tradicional (1984).

## Biografía
Rodríguez Molas fue pionero en el estudio de la presencia y la importancia de la población de origen africano en la Argentina, al publicar en 1957 su primer libro, La música y la danza de los negros en el Buenos Aires de los siglos XVIII y XIX.
Sus estudios sobre la población negra en Argentina fueron completados con artículos importantes como "El negro en el Río de la Plata", incluido en el tomo V de la Historia Integral de la Argentina publicada por el Centro Editor de América Latina en 1970, y "Nuestros negros" publicado en la revista Todo es Historia n.º 162, de noviembre de 1980, entre otros.

El historiador que alcanzó más notoriedad por su dedicación a este tema fue Ricardo Rodríguez Molas, interesado en definir un conjunto de rasgos culturales característicos de la etnicidad afroporteña: la música, la poesía, el baile, la literatura; más tarde se dedicó a estudiar la vida cotidiana afro en la ciudad [19]. Era la suya una postura liberada de las ataduras del siglo XIX, en la cual se entendía el aporte cultural, su legado al presente y a la posteridad y la presencia de esa población en la memoria moderna. Sus textos siguen siendo centrales en el conocimiento de un pueblo cuyos testimonios son tan difíciles de ubicar y más difíciles de entender.

En la década de 1960 publicó su Historia social del gaucho, republicada en 1984 por el Centro editor de América Latina, que de manera similar al enfoque de sus estudios sobre la población afroargentina, inició el estudio sociológico-histórico de un grupo social fundamental para la historia argentina, que se había limitado a los aspectos literarios.
Con el fin del terrorismo de Estado que impuso la última dictadura cívico-militar y la reconquista de la democracia a fines de 1983, Rodríguez Molas abordó estudios sobre la tortura, la situación de la mujer en la familia patriarcal, y los soldados conscriptos, que tuvieron influencia sobre luchas y leyes muy importantes sancionadas en esa época como la abolición del servicio militar obligatorio y el divorcio y la patria potestad compartida.

## Obras
- La música y la danza de los negros en el Buenos Aires de los siglos XVIII y XIX (1957), Clío, Buenos Aires
- Historia social del gaucho (1968), Marú, Buenos Aires
- Las pulperías (1982), CEAL, Buenos Aires
- El servicio militar obligatorio (1983), CEAL, Buenos Aires
- Divorcio y familia tradicional (1984), CEAL, Buenos Aires
- Los sometidos de la conquista (1985), CEAL, Buenos Aires
- Historia de la tortura y el orden represivo en la Argentina (1985), EUDEBA, Buenos Aires
- Vida cotidiana de la oligarquía argentina (1880-1890), (1988) CEAL, Buenos Aires